# Vallon du Stang-Alar

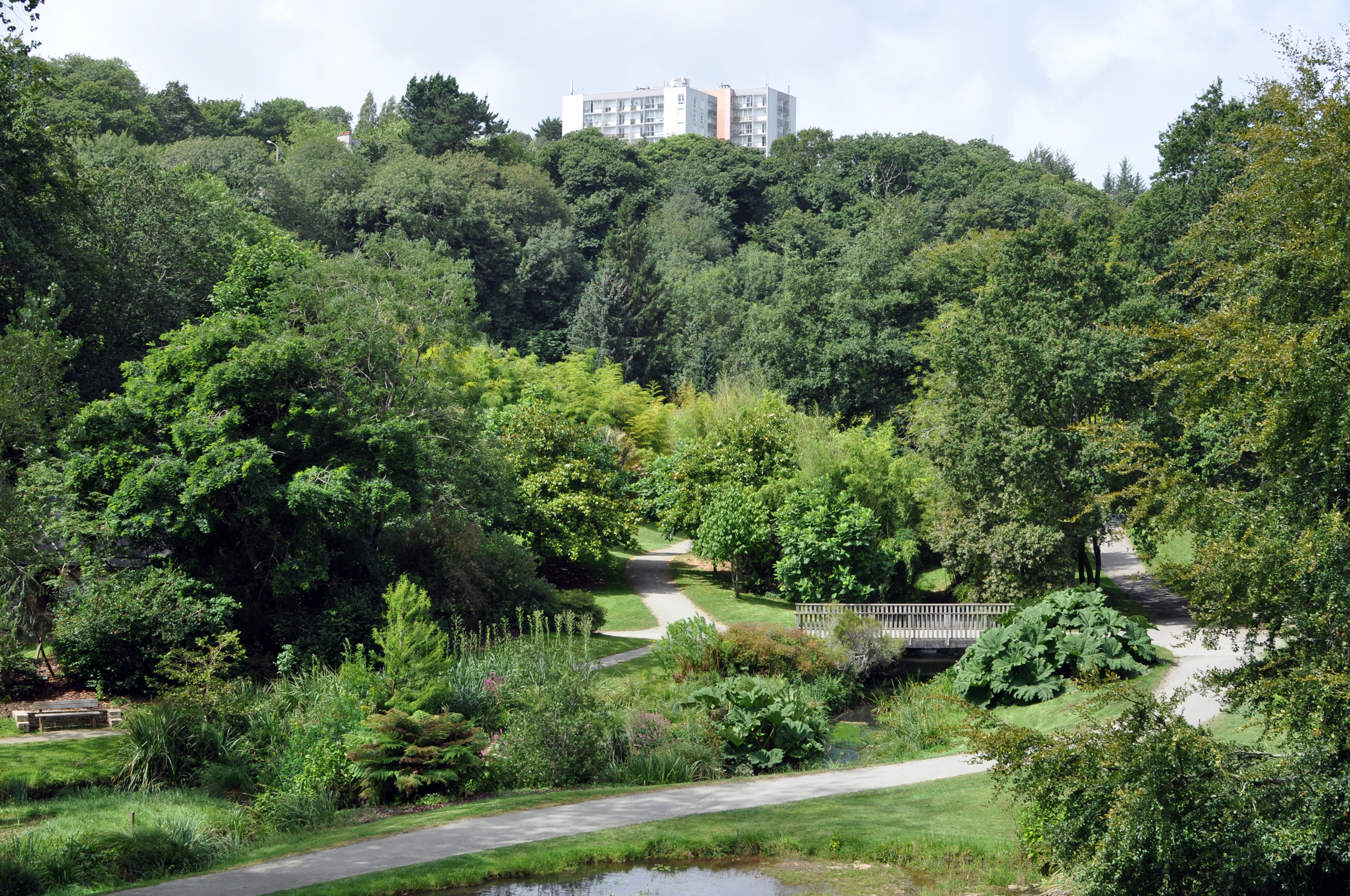
Le vallon du Stang-Alar

Le vallon du Stang-Alar est un vallon à cheval sur les communes de Brest et de Guipavas.

## Toponymie
Le nom, en langue bretonne, se décompose en Stang (du breton stank, étang, ou stankenn, vallée) + Alar, de saint Alar, saint patron de la paroisse d'Ergué-Armel, honoré aussi à Ergué-Gabéric sous le nom saint Alour. Saint Alar aurait été assimilé à saint Éloi (le second étant inventeur du marteau tandis que le premier est souvent représenté ferrant un pied de cheval).
Il existe une autre vallée, le Stangala aux alentours de Quimper, qui a la même étymologie.

## Géographie
Le Vallon est traversé à l'origine par la rivière Dourguen (en breton "Dour-Gwen" signifiant "eau blanche"), parallèlement à la vallée du Costour (du nom du ruisseau qui y coule, "Kost An Dour", "à côté de l'eau") située plus à l'Est sur les communes de Guipavas et du Relecq-Kerhuon. Entre les deux se trouve le plateau du Rody .

## Histoire

### Carrières
Jusqu'en 1966, le vallon est exploité par plusieurs carrières. Les fronts de taille qui en résultent présentent des dénivelés de 30 à 80 m.

### Conservatoire botanique national de Brest
En 1975, le vallon est réaménagé afin d'accueillir le Conservatoire botanique national de Brest.
Le jardin du conservatoire de botanique est aménagé pour la promenade et ouvert au public. En 2009, il est labellisé Jardin remarquable.

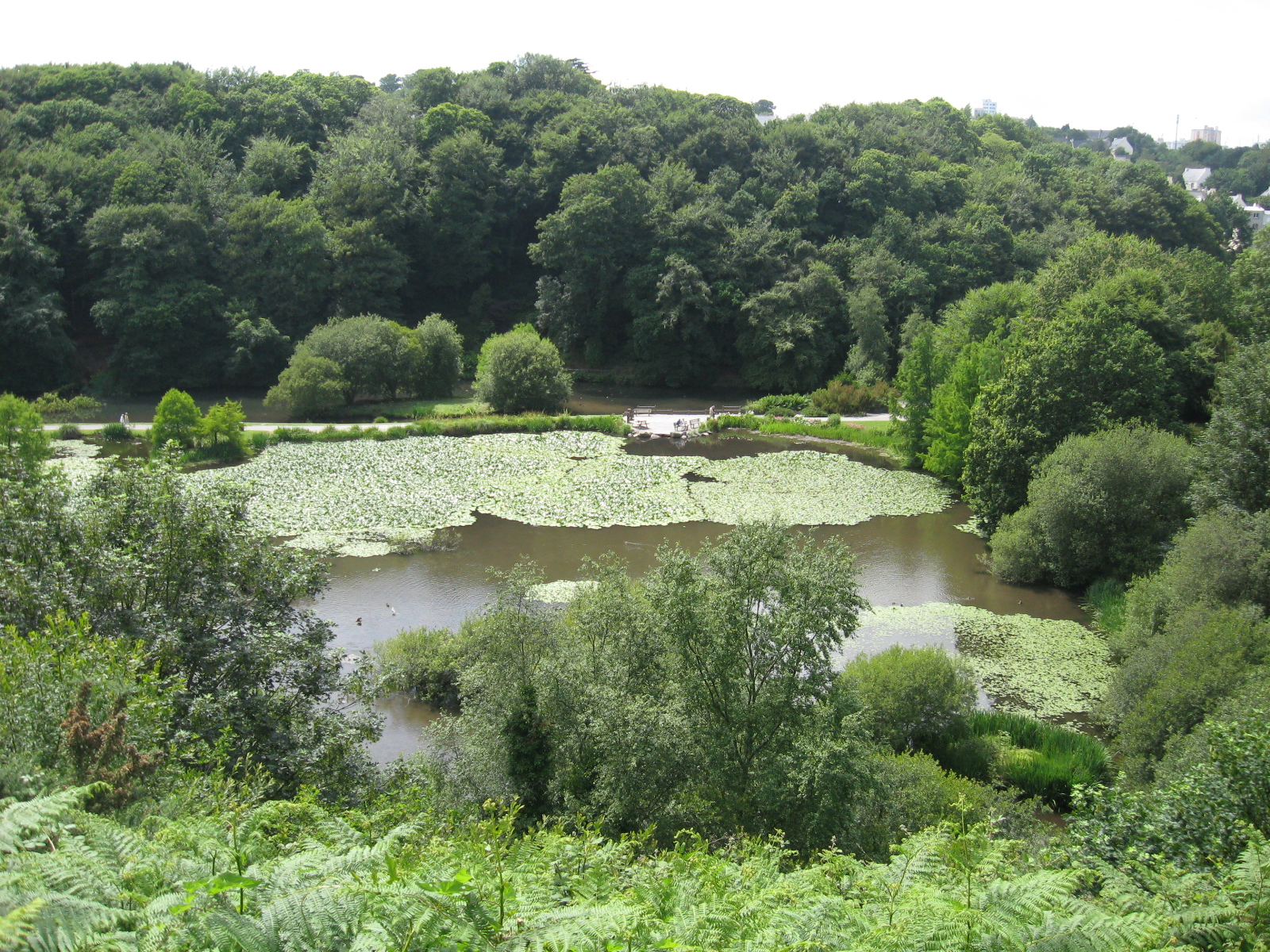
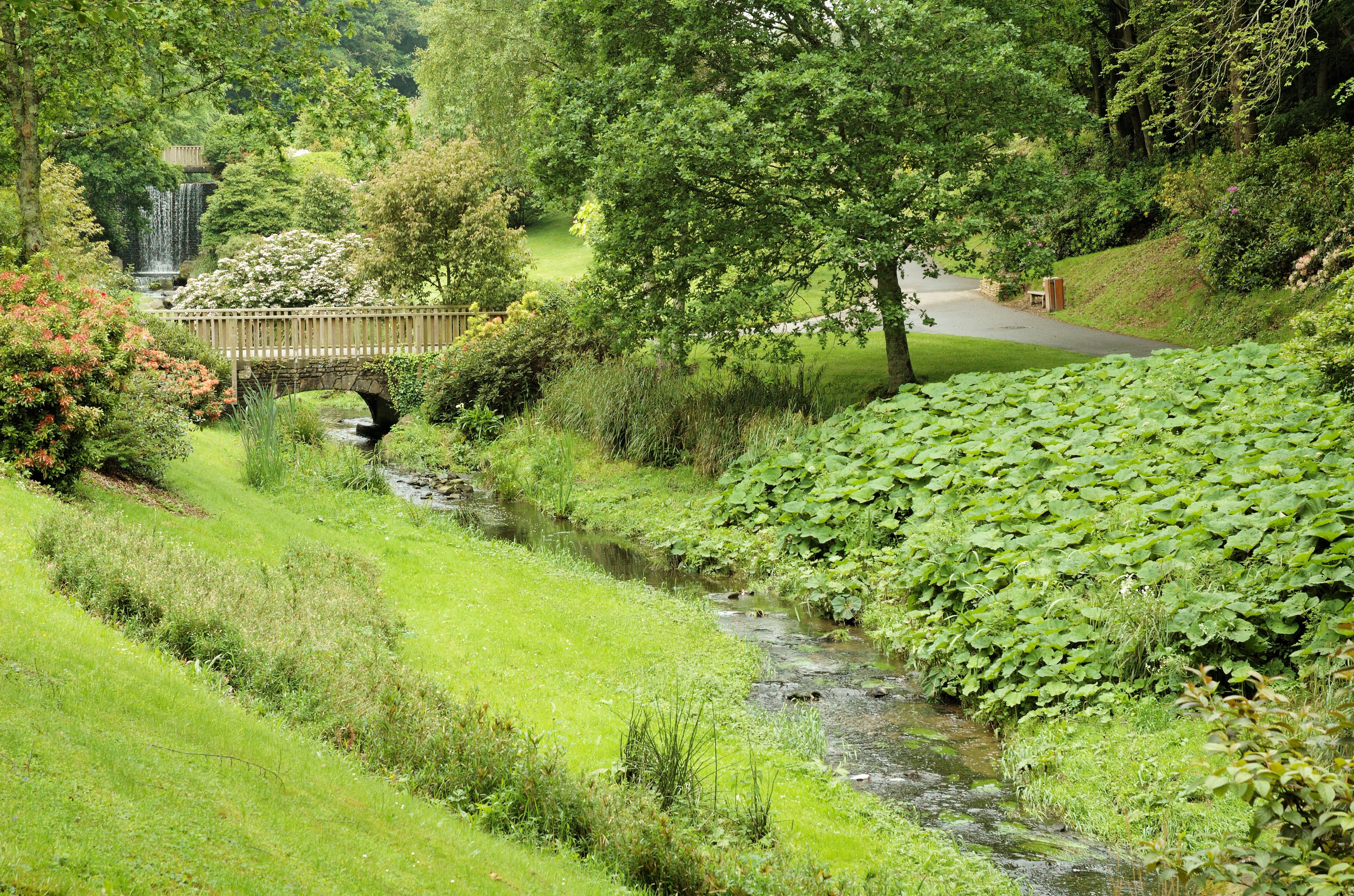
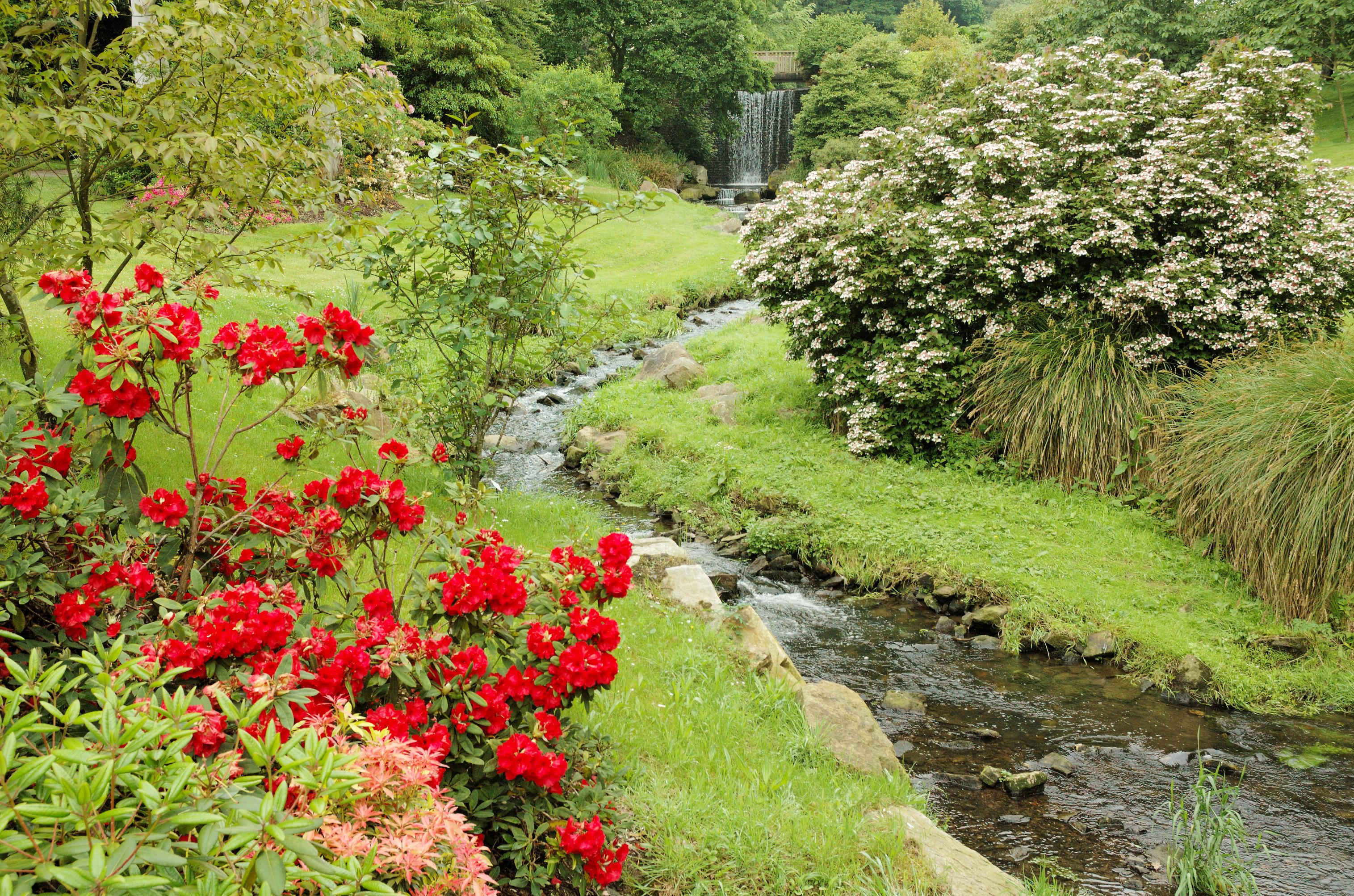